# En Vogue
En Vogue (транскр.  Ен воуг) је америчка музичка група, која је основана 1988. у Оукланду, у Калифорнији. Чине је певачице Тери Елис, Синди Херон, Максин Џоунс и Дон Робинсон. Од оснивања овог ритам и блуз квартета широм света је продато више од 20 милиона копија њихових музичких албума и синглова. Групу је основао продуцентски пар Фостер и Макелрој (енгл. Foster & McElroy), који је четири чланице ове групе изабрао на аудицијама.

## Дискографија
- (1990)
- (1991)
- (1992)
- (1993)
- (1997)
- (1999)
- (2000)
- (2001)
- (2002)
- (2004)
- (2007)